# Sin dejar rastros
Sin dejar rastros è un film d'animazione argentino del 1918. Il film è scritto e diretto da Quirino Cristiani e prodotto da Federico Valle. La trama del film narra l'incidente causato dal comandante tedesco Baron von Luxburg che fece affondare una nave argentina con l'intento di far cadere l'accusa sulla Triplice intesa. Il film venne confiscato dal Ministero degli Affari Esteri argentino su esplicita richiesta del presidente Hipólito Yrigoyen. Non rimane traccia di alcuna copia e quindi è considerato film perduto.